# Translação

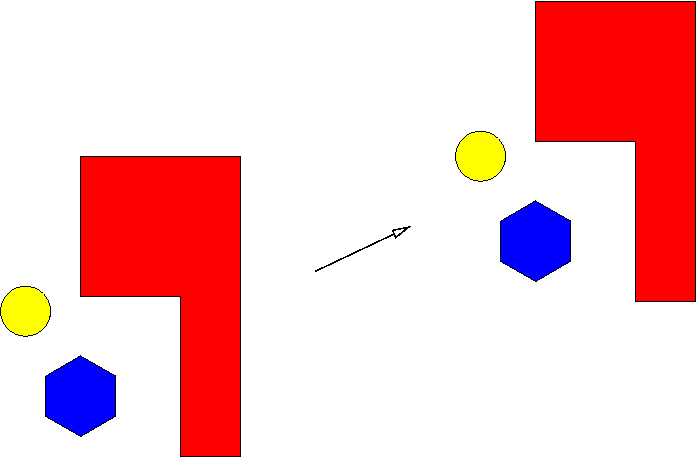
Translação de três objectos

Translação é o movimento que um objeto realiza de um ponto a outro. É o deslocamento  paralelo, em linha reta na mesma direção e no mesmo sentido, de um objeto ou figura, em função de um vetor percorrendo a mesma distância.
Uma translação é uma isometria que desloca a figura original segundo uma direção, um sentido e um comprimento (vetor). 
As translações conservam a direção e o comprimento de segmentos de reta, e as amplitudes dos ângulos.
Na simetria de translação, a figura "desliza" sobre uma reta, mantendo-se inalterada. Podemos citar como exemplo de translação, elevadores, escadas rolantes e até mesmo escorregadores.
Em todas as translações se observa que um mesmo elemento se desloca numa determinada direção e sempre paralelo a si próprio, isto é, sem nunca rodar. Num friso há um motivo que se repete periodicamente, numa determinada direção e sempre paralelo a si mesmo.
“Seja AB um segmento orientado, no plano π ou no espaço E. (Orientado significa que a ordem em que os extremos são citados é relevante: primeiro A, e depois B.) A translação determinada por AB é a transformação (correspondência biunívoca) τ : π → π, ou τ : E → E, definida por τ(X) = X’, de modo que (AB, XX’) e (AX, BX’) sejam os pares de lados opostos de um paralelogramo”. 